# Tzuyu

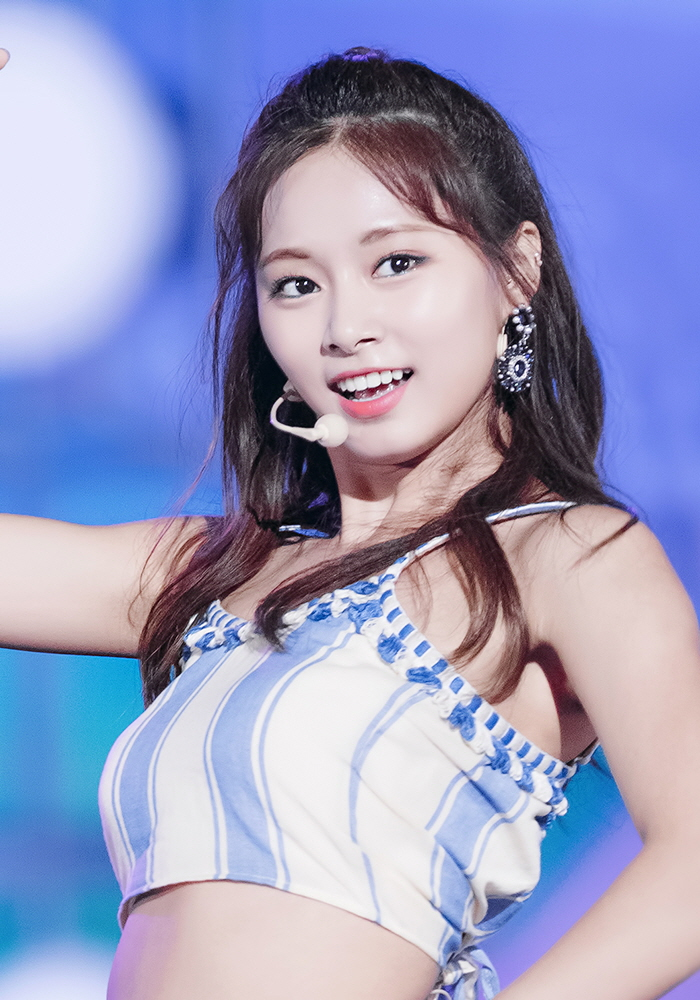
Tzuyu (Juli 2018)

Chou Tzu-yu (chinesisch: 周子瑜; * 14. Juni 1999 in Tainan, Taiwan) ist eine taiwanische Sängerin und Mitglied der südkoreanischen Girlgroup Twice.
Zumeist tritt sie unter ihrem Mononym Tzuyu (子瑜; Hangeul: 쯔위) auf.

## Leben und Karriere
Chou Tzuyu wurde am 14. Juni 1999 in Tainan (Taiwan) geboren. 2012 wurde sie von Talentsuchern am MUSE Performing Arts Workshop in Taiwan entdeckt und zog am 15. November des Jahres nach Südkorea um. 2014 trat sie in Musikvideos der Gruppen Got7 und miss A auf. Nach einer mehr als zwei Jahren andauernden Ausbildung nahm sie an der Fernsehshow Sixteen teil und wurde dort letztlich als eines der neun Mitglieder der neuen Girlgroup Twice ausgewählt. Die Gruppe debütierte im Oktober 2015. Nach einer Umfrage von Gallup Korea war Tzuyu 2016 das drittpopulärste Idol nach Taeyeon und IU.

## Flaggen-Kontroverse
2015 führte ein Fernsehauftritt von Tzuyu, in dem sie die Flagge der Republik China hielt, zu einem Skandal in der Volksrepublik China. Daraufhin veröffentlichte ihre Agentur, JYP Entertainment, ein Video, in dem sich Tzuyu entschuldigt, worüber sich zahlreiche taiwanische Medien, Bürger und Politiker empörten.
Im November 2015 trat Twice in der südkoreanischen Variety-Show My Little Television von MBC auf. Dabei zeigten sich die Mitglieder mit den Flaggen ihrer Herkunftsstaaten, wobei Tzuyu die Flagge der Republik China (Taiwan) sowie die südkoreanische hielt. Daraufhin beschuldigte sie der Sänger Huang An auf Weibo, eine taiwanische Unabhängigkeitsaktivistin zu sein. Die chinesischen Internetnutzer reagierten verärgert über Tzuyus Verhalten und warfen ihr vor, von den Fans des chinesischen Festlands zu profitieren, sich aber gleichzeitig für Taiwans Unabhängigkeit einzusetzen. Kurz darauf wurde Twice vom chinesischen Fernsehen verbannt und Tzuyu verlor ihren Werbevertrag mit dem Kommunikationsunternehmen Huawei. Die Agentur JYP Entertainment setzte ihre Aktivitäten in China vorübergehend aus. Am 15. Januar 2016, dem Tag vor der Präsidentenwahl in Taiwan, richtete der Gründer von JYP Entertainment, Park Jin-young, eine Entschuldigung an die chinesischen Medien und Fans. Weiterhin veröffentlichte die Agentur ein Video, in dem Tzuyu ihr Bedauern ausdrückt und sagt: „Es gibt nur ein China […] und ich habe mich immer als stolze Chinesin gefühlt“.

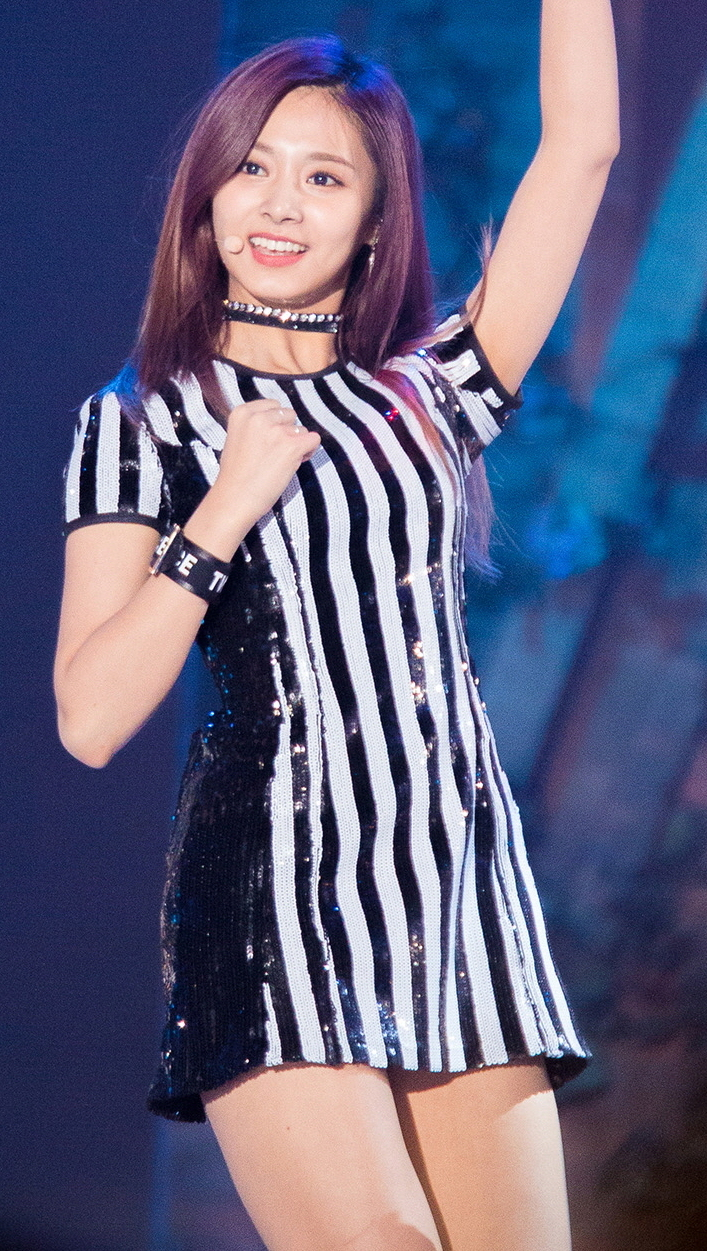
Tzuyu (2016)

Tzuyus Entschuldigung empörte viele Taiwanesen am Tag der Präsidentenwahl. Einige glaubten, sie sei dazu genötigt worden. Alle drei Präsidentschaftskandidatinnen und -kandidaten äußerten sich zu dem Video. Tsai Ing-wen von der Demokratischen Fortschrittspartei und spätere Wahlsiegerin äußerte sich bei der Abgabe ihrer Stimme: „Wir alle spüren einen kräftigen Herzschmerz – eine Staatsbürgerin der Republik China, die ihre Flagge hält, sollte nicht davon abgehalten werden. Es hat die Gefühle der Taiwaner sehr verletzt.“ Der Kandidat der Kuomintang, Eric Chu, schrieb auf seiner Facebook-Seite: „Chou Tzu-yu, willkommen daheim.“ Der zu dieser Zeit noch amtierende Präsident, Ma Ying-jeou, äußerte sich entrüstet und sagte, sie hatte keinen Grund sich zu entschuldigen. Der taiwanische Rat für Festlandangelegenheiten bezeichnete Tzuyus Flaggenschwenken als patriotische Tat. Der Rat protestierte, um die Regierung der Volksrepublik China dazu zu bewegen, „den privaten Sektor zu bändigen“, der die Gefühle der taiwanischen Bürger so geschädigt habe. Gemeinsam mit dem Büro für Taiwan-Angelegenheiten des Festlands verurteilten sie Huang Ans Handeln und appellierten an beide Seiten, die hart erkämpften freundlichen Beziehungen wertzuschätzen.
Der Vorfall erhielt internationale Aufmerksamkeit, da er sich im Zuge der taiwanischen Wahlen ereignete, die Tsai Ing-wen mit deutlichem Vorsprung gewann. Während Tsai, die sich mit ihrer Partei für die Unabhängigkeit einsetzt, bereits zuvor in den Umfragen geführt hatte, ergab eine Umfrage nach der Wahl, dass Tzuyus Entschuldigungsvideo die Entscheidung von 1,34 Millionen Wählern beeinflusst hatte; entweder bewog es sie dazu, überhaupt zu wählen, oder sie änderten ihre Meinung. Beobachter und Forscher glauben, dass der Vorfall zu etwa ein bis zwei Prozentpunkten für Tsai beigetragen haben könnte.
Die People’s Daily, das Sprachrohr der Kommunistischen Partei Chinas, veröffentlichte einen Artikel, nach dem es unfair gewesen sei, Tzuyu für das Halten der Flagge der Republik China als „taiwanische Separatistin“ zu bezeichnen, da auch diese für das „eine China“ mit seinen jeweiligen Interpretationen stünde. In der Folge wurde Huang An, durch dessen Posts alles begann, stark kritisiert. Huang erklärte seine Sicht später noch. Dennoch reichte der Menschenrechtsanwalt George Wang (王可富) mit der Staatsanwaltschaft Taipehs gegen Huang und JYP Entertainment Klage ein. Huangs Handlung würde wahrscheinlich unter das Strafgesetz fallen und der psychologische Druck von Huang und JYP hätten Tzuyus Eigenständigkeit beeinflusst und zu einer Handlung gezwungen, die sie nicht hätte machen müssen. Nach der Veröffentlichung des Entschuldigungsvideos erlitt der Aktienkurs von JYP große Verluste nach einem vorherigen 52-Wochen-Hoch. JYP Entertainment erklärte, sie hätte Tzuyus Eltern nach deren Einverständnis für das Video gebeten, da diese noch nicht volljährig war. Weiterhin sagten sie, individuelle Überzeugung ist nichts, dass ein Unternehmen jemandem aufzwingen könne oder sollte, und dies sei auch nicht passiert. In Zukunft wolle JYP Maßnahmen ergreifen, um die Künstler und Angestellten vor Kontroversen zu schützen, z. B. durch kulturelle Sensibilisierung.